# Rhodopseudomonas
Rhodopseudomonas (лат.) — род грамотрицательных фототрофных бактерий из семейства Bradyrhizobiaceae. Встречаются в различных водных и наземных экосистемах: почве рисовых чеков, пресноводных континентальных и морских водоёмах. Вещества, выделяемые бактериями этого рада, способны повышать устойчивость к токсинам и стимулировать ростовые процессы у растений. Продуктами метаболизма являются также водород и полигидроксибутират

## Классификация
На декабрь 2017 года в род включают 9 видов:
- Rhodopseudomonas faecalis Zhang et al. 2002
- Rhodopseudomonas harwoodiae Venkata Ramana et al. 2012
- Rhodopseudomonas julia Kompantseva 1993
- Rhodopseudomonas palustris (Molisch 1907) van Niel 1944 emend. Venkata Ramana et al. 2012typus
- Rhodopseudomonas parapalustris Venkata Ramana et al. 2012
- Rhodopseudomonas pentothenatexigens Kumar et al. 2013
- Rhodopseudomonas pseudopalustris Venkata Ramana et al. 2012
- Rhodopseudomonas rhenobacensis Hougardy et al. 2000
- Rhodopseudomonas thermotolerans Kumar et al. 2013